# Francisco José de Caldas
Francisco José Caldas Tenorio Gamba Arboleda (Popayán, 4 de octubre de 1768 - Santafé, 28 de octubre de 1816) fue un científico, ingeniero militar, geógrafo, botánico, astrónomo, naturalista y periodista  neogranadino, prócer de la independencia de Colombia. Por su erudición y muchos conocimientos sobre tantas disciplinas fue conocido entre sus contemporáneos como El Sabio, epíteto con el cual pasó a la historia de Colombia.

## Biografía
Francisco José Caldas Tenorio Gamba Arboleda pertenecía a la clase privilegiada de criollos ilustrados que no veían con buenos ojos la presencia del virrey Amar y Borbón representante de la Corona española, debilitada por la invasión de los ejércitos napoleónicos a la península ibérica. Además, contaba con ascendencia gallega, concretamente de los ayuntamientos de Caldas de Reyes y de Cuntis, ambos en la provincia de Pontevedra.

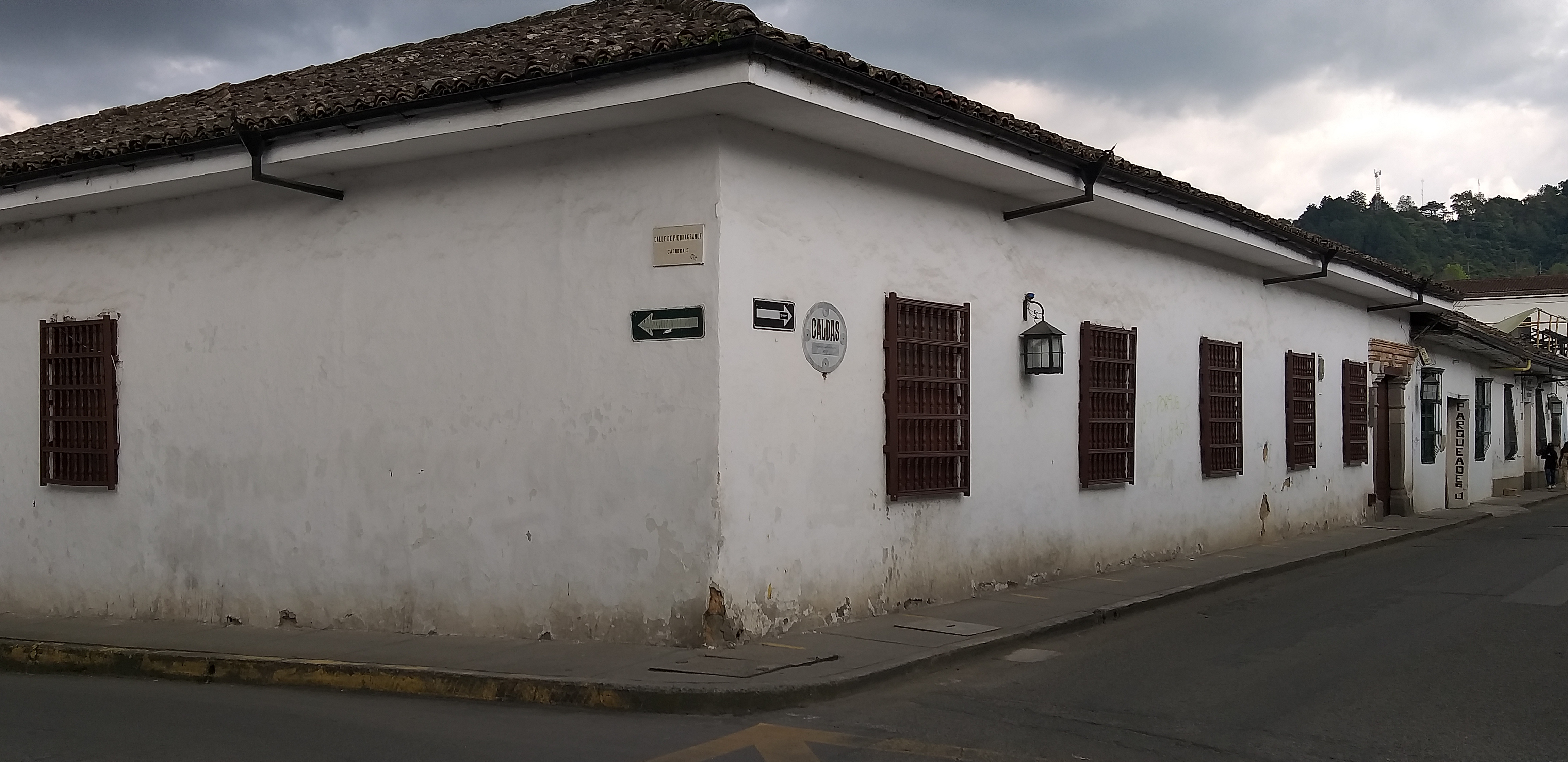
Casa natal del Sabio Caldas en Popayán - Cauca

Dispuestos a aprovechar la oportunidad de establecer un nuevo gobierno, los criollos comenzaron a entablar una serie de reuniones para organizarse. Estas fueron llevadas a cabo en la casa de José Acevedo y Gómez. Sin embargo, los asistentes a estas reuniones descubrieron que la casa estaba bajo vigilancia. Caldas, aprovechando su condición de director del Observatorio Astronómico de Bogotá, permite entonces que las reuniones se realicen en dicha edificación.

#### El Florero De Llorente
Caldas fue parte del plan para iniciar el incidente que conduciría a los hechos del 20 de julio conocidos como El Florero de Llorente con lo cual empezó la independencia de Colombia.

#### La Patria
En 1811 la presidencia de la Nueva Granada es asumida por Antonio Nariño, y Caldas fue nombrado capitán del Cuerpo militar de Ingenieros. Para 1812 asciende al grado de teniente coronel.

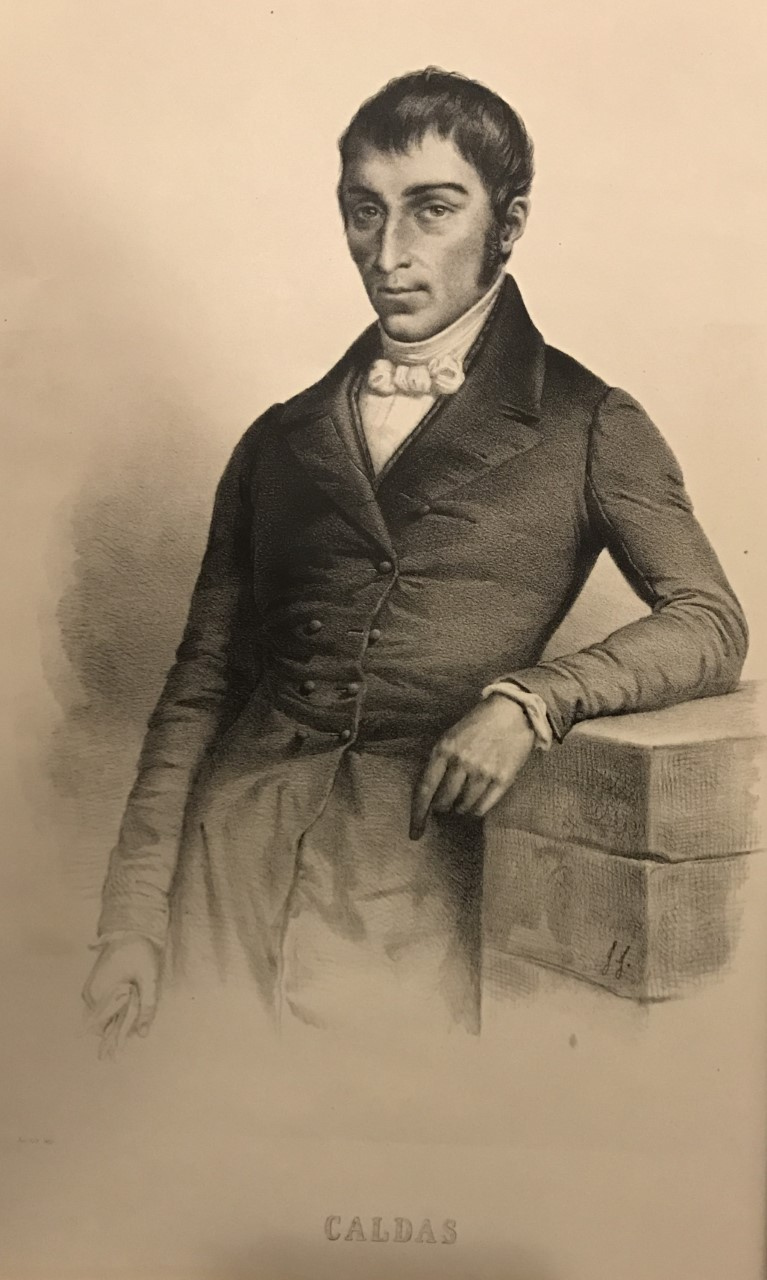
Grabado del Sabio Caldas (Museo de la Independencia, Bogotá).

En 1813 se le relacionó con la rebelión contra Nariño, y tras ser derrotados sus autores, Caldas, por temor a represalias marchó a Antioquia donde se le confirió el grado de coronel y fue nombrado Director de fábricas e ingeniero de armamentos.
Entre 1813 y 1814 se encargó de las fortificaciones del río Cauca, de la instalación de una fábrica de fusiles y pólvora.
En 1815 fue llamado por el entonces presidente Camilo Torres, su primo, para hacerse cargo de la creación de una Escuela Militar en Nueva Granada, y la construcción de baterías, fosas y puentes en las inmediaciones de la capital. A finales de ese año, fue enviado por José Fernández Madrid a prestar servicios en el ejército del norte y fortificar los caminos de Guanacas y del Quindío.
Tras la sucesión de victorias del ejército realista después de la toma de Cartagena de Indias por las fuerzas expedicionarias de Pablo Morillo, Caldas huyó al sur con la intención de embarcarse en el puerto de Buenaventura en el Pacífico, ya que Popayán estaba aún bajo control patriota, pero tras la victoria del español Juan Sámano en la batalla de la Cuchilla de El Tambo, Caldas fue soprendido y apresado diez leguas distante, en la hacienda de Paispampa, para ser trasladado.

### Muerte

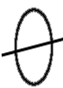
Símbolo relacionado con Caldas.

Caldas marcha al suplicio por el pintor Alberto Urdaneta Urdaneta

Tras su captura, Caldas fue sentenciado a muerte por los tribunales de justicia mayores. Al oír su sentencia de muerte, una tradición afirma que Caldas habría pedido clemencia a Pablo Morillo, cuya respuesta habría sido «España no necesita de sabios». La tradición adjudica la frase a Pablo Morillo o a Pascual Enrile Acedo, pero se duda de que alguna vez fuera pronunciada. Tampoco está claro si la negativa a indultar al sentenciado Caldas fue de Pablo Morillo o de Pascual Enrile Acedo.
Cuando bajaba las escalinatas de la Universidad del Rosario, en camino hacia el patíbulo, dibujó en una pared la letra griega θ [cita requerida], enigma que tradicionalmente se ha interpretado como Oh, larga y negra partida. [cita requerida]. O La letra griega theta se escribe Θ en mayúscula y θ en minúscula. En griego antiguo se pronunciaba como una t aspirada, mientras que en griego moderno se pronuncia como una fricativa dental sorda, similar a la z del español no seseante. 
- En matemáticas, ciencias e ingeniería, la letra theta tiene varios significados:

Representa un límite asintóticamente ajustado
- En matemáticas financieras, representa la sensibilidad al paso del tiempo
- En teoría de conjuntos, representa un número ordinal

*En la antigüedad, la letra theta se consideraba el símbolo de la muerte.
Fue fusilado por la espalda el 28 de octubre de 1816 en la plazuela de San Francisco (hoy Parque Santander) de Bogotá, junto a Francisco Antonio de Ulloa. Caldas murió a la primera descarga, cuyos disparos le entraron por la espalda y le abrieron el pecho. Los cadáveres fueron enterrados en la iglesia de la Veracruz, donde reposaron hasta 1904 cuando fueron encontrados cerca de la puerta de la iglesia.
Guillermo Valencia quien era representante a la Cámara, solicitó a la Academia Colombiana de Historia el traslado de los restos de los próceres a Popayán, llegando a esta ciudad en febrero de 1905. Los restos reposaron en la iglesia de San José, luego en la Catedral y finalmente, en 1940, pasaron al Panteón de los Próceres de Popayán.
- La abreviatura «Caldas» se emplea para indicar a Francisco José de Caldas como autoridad en la descripción y clasificación científica de los vegetales.[8]